# Чигин (Середино-Будский район)

Чигин (укр. Чигин) — село,
Ураловский сельский совет,
Середино-Будский район,
Сумская область,
Украина.
Код КОАТУУ — 5924487202. Население по переписи 2001 года составляло 89 человек .

## Географическое положение
Село Чигин находится на левом берегу реки Свига,
выше по течению на расстоянии в 3 км расположено село Рудня,
ниже по течению на расстоянии в 1 км расположено село Уралово.
На реке большая запруда.
Через село проходит автомобильная дорога Т-1908.

## История
Точных сведений о времени основания села не сохранилось. По утверждению А.М. Лазаревского, Чигин был «поселён не позже XVI века», в то время, когда Северские земли входили в состав Русского царства.
На момент передачи села Польше, в конце июня – начале июля 1619 года, Чигин принадлежал двум подданным московского царя Дмитрию и Ивану Стромоуховым и значился пустым, то есть в нём никто не проживал.
После перехода Северских земель к Речи Посполитой, Чигин в 1621 году был пожалован Станиславу Дрогомиру, а от него перешёл к Николаю Дрогомиру. В 1637 году Николай Дрогомир продал Чигин новгород-северскому старосте Александру Пясочинскому, который в сентябре того же года уступил его Новгород-Северской иезуитской коллегии. Однако вскоре она вернула Чигин Станиславу Дрогомиру, и он по ревизии 1638 года владел в нём 4 дворами.
После освобождения Украины от поляков Станислав Дрогомир добровольно уступил Чигин Черниговской епископии, а Юрий Хмельницкий закрепил его за ней своей грамотой от 21 января 1660 года.
Вскоре после этого Чигин перестал упоминаться в числе владений Черниговской епископии. Не значился он ни в грамоте Лазаря Барановича от 6 августа 1673 года о разделе её владений, ни в универсале гетмана Ивана Самойловича от 21 августа 1673 года о его утверждении. По предположению А.М. Лазаревского, это было связано с тем, что после прихода в 1670 году к управлению Спасо-Преображенским монастырём архимандрита Михаила Лежайского монастырские управляющие начали притеснять жителей Чигина и они покинули свои дома.
Как долго Чигин оставался в запустении неизвестно. Однако по ревизии 1723 года в нём уже числилось 3 двора и 4 хаты, в 1765–1768 гг. – 5 дворов, а в 1779–1781 гг. – 6 дворов и 10 хат, в которых проживало 11 обывателей со своими семьями и 1 священник.
В 1786 году на основании именного указа Екатерины ІІ от 10 апреля 1786 года «О штатах Киевской, Черниговской и Новгород-Северской епархий» Чигин был изъят у Спасо-Преображенского монастыря и передан в казённое ведомство. С того времени он находился в ведении казны, а его жители имели статус государственных крестьян и платили денежный налог в доход государства.
При передаче Чигина в казённое ведомство часть его земель была отдана мефёдовскому помещику графу Петру Васильевичу Завадовскому. Это вызвало недовольство у местных жителей, и в 1819 году они вместе с государственными крестьянами сёл Олтаря и Рудни захватили у наследников П.В. Завадовского выращенный на отобранных землях урожай и обратили его в свою собственность.